# Ділай Андрій Петрович
Андрій Степанович Ділай (нар. 13 жовтня 1958, Сокаль, Львівська область) — радянський та український футболіст, захисник та опорний півзахисник.

## Життєпис
Андрій Ділай народився 13 жовтня 1958 року в місті Сокаль Львівської області. Вихованець місцевої ДЮСШ, перший тренер — Я.Цимборський. 
Розпочав кар'єру футболіста в 1978 році в аматорському клубі «Механізатор» (Іршава). А вже наступного року потрапив до складу друголігової ужгородської ««Говерли»», в складі якого відіграв 35 матчів та відзначився 2-ма голами. З 1980 по 1981 роки захищав кольори івано-франківського «Спартака» (наступного сезону команду було перейменовано в «Прикарпаття»), в складі якого в першій лізі зіграв 64 матчі, ще 8 матчів у складі клубу провів у кубку СРСР.
В 1981 році був переведений до складу команди вищої ліги чемпіонату СРСР, дніпропетровського «Дніпра». В складі дніпропетровського клубу дебютував 8 серпня 1981 року в виїзному матчі 24-го туру вищої ліги чемпіонату СРСР проти одеського «Чорноморця». Дніпропетровська команда в тому матчі здобула перемогу з рахунком 1:0. Андрій вийшов на поле на 75-ій хвилині замість Анатолія Оленьова. Дебютним голом у дніпропетровській команді відзначився 25 червня 1983 року в домашньому матчі 15-го туру вищої ліги чемпіонату СРСР проти донецького «Шахтаря». В цьому матчі перемогу здобула дніпропетровська команда з рахунком 3:2. Ділай вийшов на поле в стартовому складі команди та відіграв увесь матч, а на 35-ій хвилині відзначився голом. В дніпропетровському «Дніпрі» виступав на позиції опорного півзахисника, але при цьому міг й організувати атаку своєї команди. На момент переходу в «Дніпро» команда була аутсайдером вищої ліги. Проте допоміг команді дійти до 1/4 фіналу Кубку чемпіонів. В 1983 році відзначився 7-ма результативними переачами, при чому три з них виконав 10 вересня в домашньому матчі проти вільнюського «Жальгіріса» (3:1). Покинув клуб у 1986 році разом з тодішнім головним тренером, Володимиром Ємцем. За період свого перебування в Дніпропетровську в чемпіонаті СРСР зіграв 147 матчів та забив 3 м'ячі, ще 25 матчів у складі дніпропетровців зіграв у кубку СРСР та 7 матчів у єврокубках.
З 1987 по 1988 роки виступав у складі першолігового нікопольського «Колоса». За час свого перебування в Нікополі в чемпіонатах України зіграв 49 матчів та відзначився 2-ма голами, ще 4 матчі в складі «Колоса» зіграв у кубку СРСР. У 1988 та 1989 роках виступав в складі «Ворскли» (18 матчів) та «Зірки». В 1989 році знову повернувся до Нікополя, в складі «Колоса» (до 1991 року) в чемпіонатах України зіграв 88 матчів та відзначився 1 голом, ще 5 матчів провів у складі «Колоса» в кубку СРСР.
Сезон 1991/92 років провів в Угорщині.
В 1992 році перейшов до клубу з Перехідної ліги чемпіонату України, кіровоградської «Зірки». 11 квітня 1992 року дебютував у складі кіровоградської команди в виїзному матчі 2-го туру підгрупи 1 перехідної ліги чемпіонату України проти харківського «Олімпіка». Харківський клуб здобув перемогу з рахунком 3:1. Андрій вийшов на поле в тому поєдинку в стартовому складі та відіграв увесь поєдинок. Протягом свого перебування в «Зірці» зіграв 14 матчів.
Завершив активну кар'єру гравця в сезоні 1993/94 років виступами в сокальському «Хіміку». У складі цього клубу зіграв 1 поєдинок у кубку України.

## Досягнення
- Вища ліга чемпіонату СРСР
  -  Чемпіон (1): 1983
  -  Бронзовий призер (2): 1984, 1985